# ミーガとクワッチとスーミ

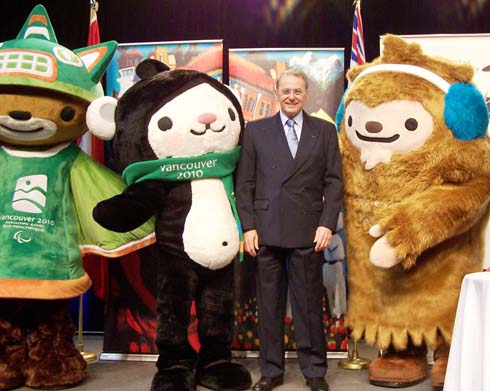
右からスーミ、ミーガ、クワッチ。国際オリンピック委員会会長（当時）のジャック・ロゲとともに

ミーガとクワッチとスーミは、2010年バンクーバーオリンピック（スーミはパラリンピック）のマスコット。

## プロフィール

### ミーガ
小型で鮭が好き。モデルはシーベア、カルモディール・ベア。
公式動画では船にパドリングでバンクーバー島からついて行ったり、スピードスケートでクワッチを追い越した。クワッチの親友でもあり、励ました事もある。

### クワッチ
ホッケーが得意なサスクワッチの男の子。
好き嫌いが無い、大きい、おとなしいなど様々な長所のおかげで、かなり人気がある。
公式動画では船を追いかけていたミーガと合流し、ウィスラーに行こうと誘った。写真が好き。

### スーミ
シャチの帽子、サンダーバードの爪、クロクマの身体を持つマスコット。合成させて作り出したマスコットは、1996年アトランタパラリンピックのブレイズ（炎+鳥）に次ぎ2回目。3つ以上は初となる。また、神秘のマスコットは2004年アテネオリンピックのアテナとフィボスに次ぎ2回目。
ホットココアとパラリンピックが好き。公式動画によると、太陽のエネルギーで巨大化できる模様。（ミーガとクワッチを乗せた。）

### ムクムク
ベリーやコケが好物な「準」公式マスコット。実在する。サイドキック。チェアスキーが好き。